# Episodi di Burden of Truth (prima stagione)
La prima stagione della serie televisiva Burden of Truth, composta da 10 episodi, è stata trasmessa in Canada sulla CBC, dal 10 gennaio al 4 aprile 2018.
In Italia la stagione viene trasmessa in prima visione su Rai 4 dal 16 novembre al 22 novembre 2021.
| nº | Titolo originale        | Titolo italiano | Prima TV Canada  | Prima TV Italia  |
| -- | ----------------------- | --------------- | ---------------- | ---------------- |
| 1  | Pilot                   |                 | 10 gennaio 2018  | 16 novembre 2021 |
| 2  | The Ties That Bind      |                 | 17 gennaio 2018  | 16 novembre 2021 |
| 3  | Still Waters            |                 | 24 gennaio 2018  | 17 novembre 2021 |
| 4  | Family Ties             |                 | 31 gennaio 2018  | 17 novembre 2021 |
| 5  | Witch Hunt              |                 | 28 febbraio 2018 | 18 novembre 2021 |
| 6  | The Devil in the Desert |                 | 7 marzo 2018     | 18 novembre 2021 |
| 7  | Ducks on the Pond       |                 | 14 marzo 2018    | 19 novembre 2021 |
| 8  | Hang Together           |                 | 28 marzo 2018    | 19 novembre 2021 |
| 9  | Home to Roost           |                 | 4 aprile 2018    | 22 novembre 2021 |
| 10 | Cause in Fact           |                 | 4 aprile 2018    | 22 novembre 2021 |